# Gołaszyce
Gołaszyce (niem. Gohlitsch) – wieś w Polsce położona w województwie dolnośląskim, w powiecie świdnickim, w gminie Żarów.

## Podział administracyjny
W latach 1975–1998 miejscowość administracyjnie należała do województwa wałbrzyskiego.

## Zabytki
- kamienny krzyż pokutny, przy domu nr 24[5][6]

inne
- Dwór w Gołaszycach przebudowany w XIX w.; nad wejściem płycina z herbem rodziny von Salisch[7].

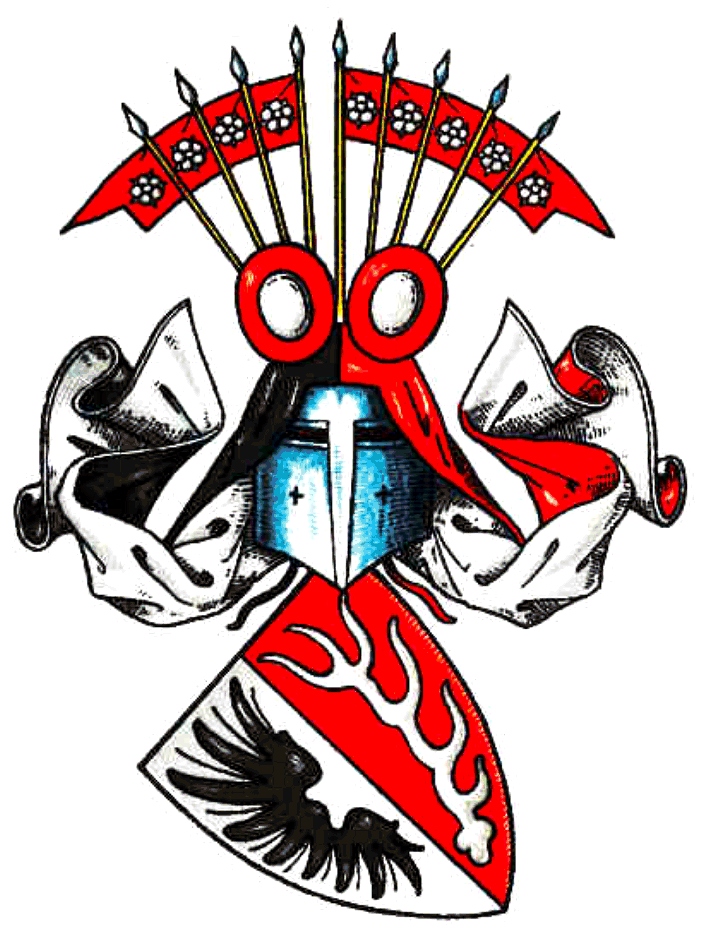
Herb von Salisch